# Barbora Lukáčová
Barbora Lukáčová, née le 28 avril 1990 à Liptovský Mikuláš, est une skieuse alpine slovaque.

## Biographie
Après des participations en course FIS en 2005, elle fait ses débuts en Coupe d'Europe en février 2006, puis obtient sa première sélection dans l'élite aux Championnats du monde 2009 à Val d'Isère, où elle ne termine ni le slalom géant, ni le slalom spécial.
En janvier 2011, la Slovaque s'élance pour ses débuts en Coupe du monde à Zagreb. En février 2012, elle s'est classée troisième et deuxième des slaloms de Bad Wiessee, comptant pour la Coupe d'Europe. Ensuite, à l'Universiade d'Erzurum, elle prend la quatrième place du super-combiné. En amont de la saison suivante, elle se blesse à l'entraînement, où elle est partenaire de Petra Vlhová, 
ce qui aboutit à une opération des épaules. Elle commençait à se consacrer plus au ski, alors étudiant en même temps le droit à Bratislava.
En 2014, elle dispute les Jeux olympiques à Sotchi, qui est sa dernière compétition majeure. Elle y est 45e du slalom géant.

## Palmarès

### Jeux olympiques d'hiver
| Épreuve / Édition | Sotchi 2014 |
| Slalom géant      | 45e         |
| Slalom            | Abandon     |

### Championnats du monde
| Épreuve / Édition | Val d'Isère 2009 | Schladmig 2013 |
| Slalom géant      | Abandon          |                |
| Slalom            | Abandon          | 42e            |

### Coupe d'Europe
- 2 podiums.